# Azeddine Habz
Azeddine Habz (in arabo عز الدين هابز‎?; Ouled Nacer, 19 luglio 1993) è un mezzofondista marocchino naturalizzato francese, attivo principalmente sui 1500 metri piani, competizione nella quale ha vinto una medaglia di bronzo agli europei indoor.

## Biografia
Figlio di un contadino, Azeddine Habz è cresciuto ai piedi delle montagne dell'Atlante. Ha partecipato alla sua prima corsa all'età di 13 anni, nella sua città di Souk Sebt. Nel 2012, Azeddine è arrivato in Francia per raggiungere parte della sua famiglia a Villeneuve-la-Garenne e continuare i suoi studi in sociologia presso l'Università di Parigi 8. Ha poi risieduto a Pierrefitte-sur-Seine con il suo club di allenamento locale fino al 2019, Pierrefitte Multi-Athlon Villetaneuse. All'inizio, podista occasionale, era di livello regionale e durante l'inverno è passato alle corse su strada (10 km, mezza maratona) e alle gare di fondo.
Durante l'inverno 2017-2018 ha vinto il Campionato francese di Cross Court organizzato a Plouay, essendo all'epoca di nazionalità marocchina, non ha vinto il titolo.
Naturalizzato nell'agosto 2018, ha vinto il suo primo titolo nazionale a ottobre: Campione francese di mezza maratona.
Nel 2019, Azeddine Habz ha vinto la sua prima selezione per la squadra nazionale francese per i Campionati europei di corsa campestre 2019 organizzati l'8 dicembre 2019 a Lisbona.
Membro del club Val d'Europe Athletics Montévrain dal gennaio 2021, ha migliorato il suo record personale in 3 min 31 s 74 al meeting Diamond League di Monaco (9 luglio) diventando il quarto miglior interprete francese di tutti i tempi.
Dopo aver raggiunto il minimo in 3 min 34 s 68 (fissato a 3 min 35 s 00), ha partecipato alle Olimpiadi di Tokyo 2020 sui 1.500 m. Supera le batterie e raggiunge la semifinale.
Nel dicembre 2021 è stato vicecampione europeo nella staffetta mista ai Campionati europei di corsa campestre 2021 a Dublino e vince la sua prima medaglia internazionale.
Vince la medaglia d’oro sui 1500 m ai XIX Giochi del Mediterraneo a Orano.

## Palmarès
| Anno | Manifestazione          | Sede      | Evento       | Risultato  | Prestazione | Note |
| ---- | ----------------------- | --------- | ------------ | ---------- | ----------- | ---- |
| 2021 | Europei indoor          | Toruń     | 1500 m piani | Batteria   | 3'41"55     |      |
| 2021 | Giochi olimpici         | Tokyo     | 1500 m piani | Semifinale | 3'35"12     |      |
| 2022 | Giochi del Mediterraneo | Orano     | 1500 m piani | Oro        | 3'41"65     |      |
| 2022 | Europei                 | Monaco    | 1500 m piani | 10º        | 3'40"92     |      |
| 2023 | Europei indoor          | Istanbul  | 1500 m piani | Bronzo     | 3'35"39     |      |
| 2023 | Mondiali                | Budapest  | 1500 m piani | 11º        | 3'33"14     |      |
| 2024 | Europei                 | Roma      | 1500 m piani | 7º         | 3'33"70     |      |
| 2024 | Giochi olimpici         | Parigi    | 1500 m piani | Semifinale | 3'34"35     |      |
| 2025 | Europei indoor          | Apeldoorn | 1500 m piani | Argento    | 3'36"92     |      |
| 2025 | Europei indoor          | Apeldoorn | 3000 m piani | Bronzo     | 7'50"48     |      |

## Campionati nazionali
2017
- 18º ai campionati francesi, 10000 m piani - 30'50"81

2018
- Oro ai campionati francesi di corsa campestre
- Oro ai campionati francesi di mezza maratona - 1h05'00"

2019
- Argento ai campionati francesi, 5000 m piani - 14'12"28

2020
- 6º ai campionati francesi, 1500 m piani - 3'43"36
- Oro ai campionati francesi indoor, 3000 m piani - 7'57"20

2021
- Bronzo ai campionati francesi, 1500 m piani - 3'43"25
- Argento ai campionati francesi indoor, 1500 m piani - 3'40"30
- 6º ai campionati francesi di corsa campestre - 31'42"

2022
- Oro ai campionati francesi, 1500 m piani - 3'40"25
- Oro ai campionati francesi indoor, 1500 m piani
- 7º ai campionati francesi di corsa campestre - 32'23"

2023
- Oro ai campionati francesi, 1500 m piani - 3'40"20
- Oro ai campionati francesi indoor, 1500 m piani
- Oro ai campionati francesi di corsa campestre - 14'18"

2024
- Bronzo ai campionati francesi, 1500 m piani - 3'43"99
- Oro ai campionati francesi indoor, 1500 m piani - 3'38"07

2025
- Oro ai campionati francesi indoor, 3000 m piani - 7'54"88

## Altre competizioni internazionali
2021
- 8º all'Herculis ( Monaco), 1500 m piani - 3'31"74

2022
- 18º alla 10K Valencia Ibercaja ( Valencia) - 28'24"

2023
- 8º al Prefontaine Classic ( Eugene), miglio - 3'48"64
- 6º ai Bislett Games ( Oslo), 1500 m piani - 3'29"26
- 7º al Meeting de Paris ( Parigi), 800 m piani - 1'43"90

2024
- Bronzo ai Bislett Games ( Oslo), 1500 m piani - 3'30"80
- 8º all'Herculis ( Monaco), 1500 m piani - 3'31"79
- 8º al Meeting de Paris ( Parigi), 800 m piani - 1'43"79

2025
- 4º ai Millrose Games ( New York), miglio indoor - 3'47"56
- Oro al Golden Gala Pietro Mennea ( Roma), 1500 m piani - 3'29"72
- Oro al Meeting de Paris ( Parigi), 1500 m piani - 3'27"49
- Bronzo al Prefontaine Classic ( Eugene), miglio - 3'46"65